# Bagremovo
Bagremovo (ćir.: Багремово, mađarski: Brazília) je naselje u općini Bačka Topola u Sjevernobačkom okrugu u Vojvodini.

## Stanovništvo
U naselju Bagremovo živi 204 stanovnika, od čega 168 punoljetnih stanovnika s prosječnom starosti od 42,5 godina (40,7 kod muškaraca i 44,5 kod žena). U naselju ima 78 domaćinstva, a prosječan broj članova po domaćinstvu je 2,62.
Prema popisu iz 1991. godine u naselju je živjelo 220 stanovnika.
| Etnički sastav 2002. |            |        |
| Narod                | Stanovnika | %      |
| Mađari               | 168        | 82,35% |
| Srbi                 | 33         | 16,17% |
| Romi                 | 1          | 0,49%  |
| Bošnjaci             | 1          | 0,49%  |
| nepoznato            | 1          | 0,49%  |

| broj stanovnika | 419   | 321   | 325   | 275   | 270   | 220   | 204   |
|                 | 1948. | 1953. | 1961. | 1971. | 1981. | 1991. | 2001. |

## Vanjske poveznice
- Karte, položaj vremenska prognoza  Arhivirana inačica izvorne stranice od 19. siječnja 2009. (Wayback Machine)
- Satelitska snimka naselja